# ミス・ユニバース1984
ミス・ユニバース1984（Miss Universe 1984、第33回ミス・ユニバース世界大会）は1984年7月9日にアメリカ合衆国フロリダ州マイアミのジェームズ・L・ナイト・コンベンション・センターで開催された。スウェーデンのイボンヌ・ライディングが優勝し、ニュージーランドのロレーン・ダウンズから栄冠を授けられた。この年は81か国の代表が競った。日本からは新山恵が出場した。

## 最終結果

### 入賞者
| 最終結果             | 参加者 |
| -------------------- | --- |
| ミス・ユニバース1984 | - スウェーデン - イボンヌ・ライディング（Yvonne Ryding）                                                                                                  |
| 第2位                | - 南アフリカ - レティシア・スナイマン（Letitia Snyman）                                                                                                   |
| 第3位                | - ベネズエラ - カルメン・マリア・モンティエル（Carmen María Montiel）                                                                                     |
| 第4位                | - フィリピン - マリア・デシリー・ベルダデロ（Maria Desiree Verdadero）                                                                                    |
| 第5位                | - コロンビア - スサーナ・カルダス・ルメートル（Susana Caldas Lemaitre）                                                                                   |
| トップ10             | - ドイツ - ブリギッテ・ベルクス - グアテマラ - イルマ・ウルティア - オランダ - ナンシー・ネーデ - タイ - サビネ・パカラナン - アメリカ - メイ・シャンリー |

### 特別賞
- ジブラルタル - ミス・アミティー（ジェシカ・パラオ）
- スペイン - ミス・フォトジェニック（ガルビネ・アバソロ）
- インド - ベスト・ナショナル・コスチューム（ジューヒー・チャーウラー）

## 開催都市の議論
当初はカナダのアルバータ州のカルガリーが大会の開催都市に選ばれ、1984年3月13日に発表された。それから数日のうちに観光局が大会に資金を出し続けることを市議会が承認しない見通しになり、資金の問題が生じた。市の資金は使えるが返済されなければならないという合意に達したが、「性を使って市を売り出すのか」と不満を示す者もいた。4月遅くには財政問題が解決しないため、大会開催地はフロリダ州のマイアミに移る見通しになったが、カルガリーからの変更を望まない者との折衝も続いていた。カルガリー観光局の努力にも拘らず、1984年5月12日にはマイアミが新しい開催地として公式に発表された。カルガリーは12万5000ドルを払うことになり、大会オーナーのミス・ユニバース社から訴訟を起こされる可能性に直面した。